# Allgemeine Radfahrer-Union

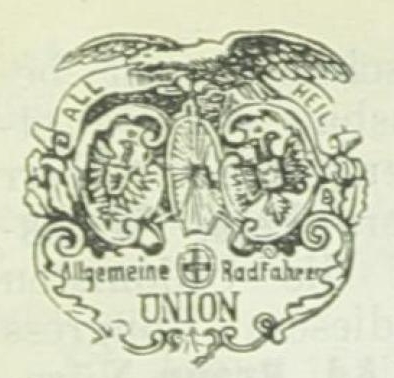
Logo der Allgemeinen Radfahrer-Union, 1897

Die Allgemeine Radfahrer-Union (ARU) wurde am 1. Januar 1886 gegründet. Ihre Gründung geht auf die Ausrichtung des Deutschen Radfahrer Bundes (DRB) zurück, der insbesondere die Interessen der Vereine organisierte. Die Allgemeine Radfahrer-Union orientierte sich an den Interessen der Einzelfahrer und des Radwanderns.

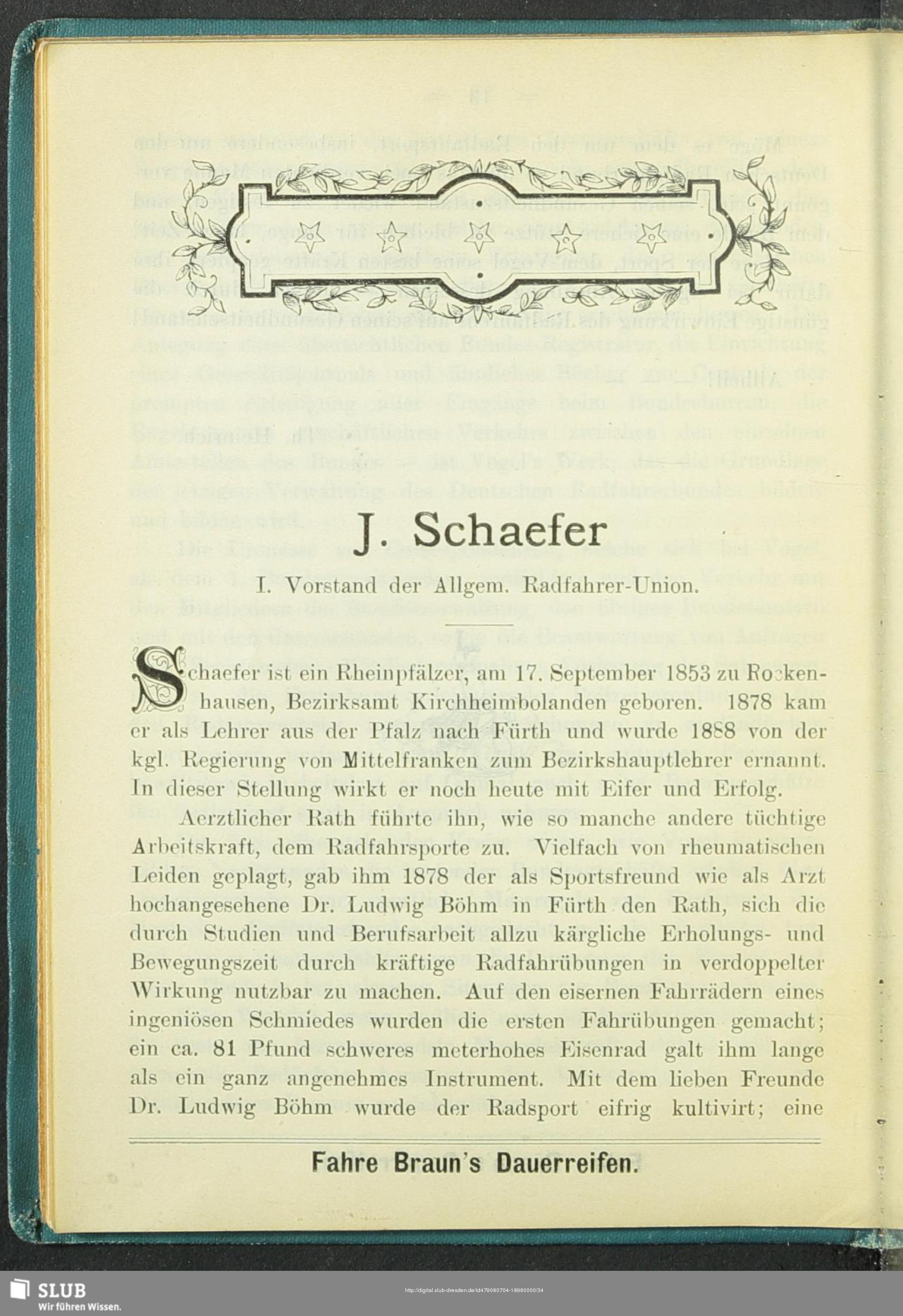
1. Vorstand J. Schaefer. Portraittext im Jahrbuch der deutschen Radfahrer-Vereine 1897, S. 14.

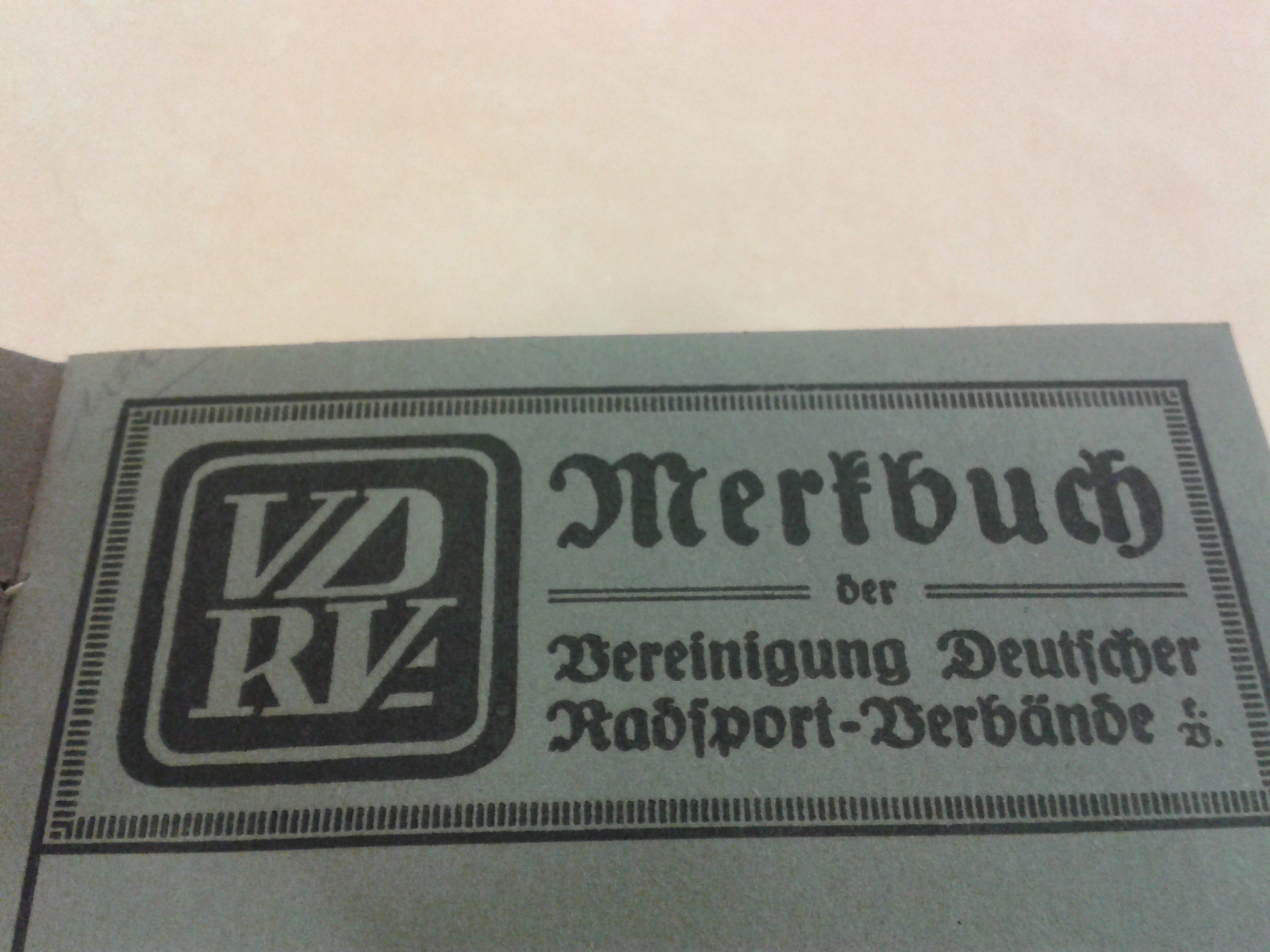
Logo der Vereinigung Deutscher Radsport-Verbände und Titel des VDRV-Merkbuchs von 1925

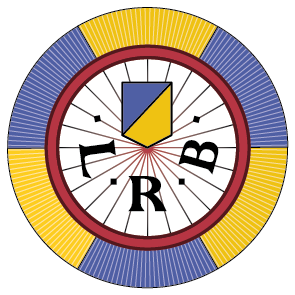
Logo des Lausitzer Radfahrer-Bunds, ab ca. 1906 bis 1933

Während im DRB und im Allgemeinen Deutschen Radfahrer-Verband (ADRV) nur Vereine Mitglied waren, bestand die ARU nur aus persönlichen Mitgliedern. Ende des 19. Jahrhunderts firmierte die Allgemeine Radfahrer-Union auch unter dem Namen Deutscher Touren-Club (A.R.U.). Anfang des 20. Jahrhunderts existierte die Bezeichnung Allgemeine Radfahrer Union D.T.C.
Durch den Ersten Weltkrieg verschwand die ARU. Die Neugründung als Deutsche Radfahrer-Union (DRU) fand am 24. und 25. Januar 1920 in Hannover statt; der erste Nachkriegkongress der DRU 1921 in Magdeburg. Verbandszeitschrift war die Rad-Union, die ab Dezember 1920 bis November 1921 in Dresden erschien, danach am Sitz der DRU in Hannover. 1924 war die DRU Gründungsmitglied der Vereinigung Deutscher Radsport-Verbände.
Der Lausitzer Radfahrer-Bund war als Dachverband der Lausitzer Radfahrvereine mit der ARU assoziiert. Die Deutsche Radler Post als „amtliches Organ des Lausitzer Radfahrer-Bundes und des Hauptkonsulates Lausitz der Allgemeinen Radfahrer-Union“ wurde gemeinsam herausgegeben.

## Sitz
- Fürth–Nürnberg (ab 1885/86)
- Strassburg i. Elsass (um 1904)[8]

## Consulate
- 1890–1891: Graz[9]
- Radfahrerverein Wanderer e. V. gegründet 1889 als Consulat Augsburg der Allgemeinen Radfahrer-Union[10]
- 1901: Stützerbach[11]
- 1904: Hannover[12]
- um 1913: Berlin[13]

Orte, in denen die Allgemeine Radfahrer-Union Konsulate unterhielt, lassen sich bspw. aus den Neuaufnahmelisten in den alljährlichen ARU-Festschriften ablesen, die anlässlich der Kongresse erschienen.

### Hauptkonsulate
- 1896: Thüringen, Lothringen, Niederrhein, Mannheim (für Nord-Baden und nordöstliche Pfalz), Sachsen und Nord-Böhmen, Leipzig, Mittelrhein, Berlin, Südbaden, Elsass, Württemberg, Schwaben, Unterfranken, Hessen-Nassau, Hannover-Oldenburg, Hannover, Rheinpfalz, Saar und Blies, Grossrussland, Mittelbaden, Frankfurt am Main.[16]
- 1897[17]
- ab ca. 1900: Schweiz[18]
- ab mind. 1913: Lausitz[19]

## Kongressorte der Allgemeinen Radfahrer-Union
Für die Kongresse (auch Congresse) wurden Festschriften und -bücher gedruckt, in denen u. a. die Geschichte der Radfahrer-Union, die Organisatoren und Gremien, die Kongressstadt, das Festprogramm und Radtouren sowie Landkarten der Gegend und für die Anreise vorgestellt wurden.
- 5. Kongress, 1890: München[20]
- 7. Congress, 1892: Coburg[21]
- 8. Kongress, 1893: Karlsruhe[22]
- 9. Kongress, 1894: Regensburg[23]
- 10. Kongress, 1895: Saarbrücken/St. Johann[24]
- 12. Kongress, 1897: München[25]
- 13. Kongress, 1898: Eisenach[26]
- 14. Kongress, 1899: Mainz[27]
- 15. Congress, 1900: Strassburg[28]
- 16. Kongress, 1901: Augsburg[29][30]
- 18. Kongress, 1903: Mannheim-Heidelberg[31]
- 19. Kongress, 1904: Nürnberg[32]
- 20. Kongress, 1905: Weimar[33]
- 21. Kongress, 1906: Ulm[34]
- 24. Kongress, 1909: Zwickau (Lindenhof-Varieté)
- 25. Kongress, 1910: Heilbronn[35]
- 26. Kongress, 1911: Neustadt an der Weinstraße[36]
- 27. Kongress, 1912: Ansbach[37]
- 28. Kongress, 1913: Meiningen[38]
- 29. Kongress, 1914: Aachen[39]

## Deutsche Radfahrer-Union
1920 hatte die DRU ca. 1300 Mitglieder in 14 Ortsgruppen, 1921 ca. 3500 Mitglieder in 55 Ortsgruppen, 1922 ca. 8600 Mitglieder in 114 Ortsgruppen und 1923 12000 Mitglieder in 165 Ortsgruppen. 1924 gehörte die DRU zu den Gründungsmitgliedern der Vereinigung Deutscher Radsport-Verbände.

### Kongress- und Hauptversammlungsorte der DRU
An den Hauptversammlungen nahmen die delegierten Vertreter der Vereine teil.
- 1920: Jena (1. Kongress)
- 1921: Braunschweig (Hauptversammlung),[41] Magdeburg (2. Kongress)[42]
- 1922: Krefeld (3. Kongress)[43]
- 1923: Würzburg (4. Kongress),[44] Hannover (Hauptversammlung)[45]
- 1924: Ahlen in Westfalen (5. Kongress)[46]
- 1925: Schweinfurt (6. Kongress),[47] Hannover (Hauptversammlung)[48]